# 588. pehotni polk (Wehrmacht)
Za druge 588. polke glejte 588. polk.
588. pehotni polk (izvirno nemško Infanterie-Regiment 588) je bil eden izmed pehotnih polkov v sestavi redne nemške kopenske vojske med drugo svetovno vojno.

## Zgodovina
Polk je bil ustanovljen 15. decembra 1940 kot polk 13. vala na področju Braunschweiga iz delov 467. in 497. pehotnega polka; polk je bil dodeljen 321. pehotni diviziji.
14. četa je bila ustanovljena 23. julija 1942. 
15. oktobra 1942 je bil polk preimenovan v 588. grenadirski polk.